# Ỷ Thiên Đồ Long Ký (phim truyền hình 2009)
Ỷ Thiên Đồ Long Ký (tiếng Trung: 倚天屠龍記) là bộ phim truyền hình dựa theo tiểu thuyết cùng tên của nhà văn Kim Dung. Đây là phần cuối cùng trong Xạ điêu tam bộ khúc do Trương Kỷ Trung sản xuất, hai phần trước là Anh hùng xạ điêu (2003) và Thần điêu đại hiệp (2006). Kịch bản của bộ phim chủ yếu dựa trên phiên bản thứ ba của bộ tiểu thuyết Ỷ Thiên Đồ Long ký. Phim được quay trong vòng 5 tháng, từ 18 tháng 10 năm 2008 đến 16 tháng 3 năm 2009, được quay tại nhiều danh thắng của Trung Quốc như núi Võ Đang, đảo Đào Hoa, hang Long Du và khu thắng cảnh Vũ Di Sơn. Phim được phát sóng lần đầu tiên trên Đài truyền hình Ôn Châu vào tháng 10 năm 2009.

## Kịch bản
So với nguyên tác của Kim Dung, kịch bản phim lần này có một số thay đổi như sau:
- Triệu Mẫn đánh lạc hướng Võ Đang Ngũ hiệp bằng Lôi quả đạn.

## Diễn viên
- Đặng Siêu: Trương Vô Kỵ
  - Sử Lỗi: Trương Vô Kỵ (lúc nhỏ)
- An Dĩ Hiên: Triệu Mẫn
- Lưu Cạnh: Chu Chỉ Nhược
  - Quách Bạch Lộ: Chu Chỉ Nhược (lúc nhỏ)
- Vương Viện Khả: Ân Tố Tố
- Trương Trí Nghiêu: Trương Thúy Sơn
- Trương Mông: Ân Ly (Thù Nhi)
  - Tưởng Y Y: Ân Ly (lúc nhỏ)
- Lộ Thần: Dương Bất Hối
  - Lục Tử Nghệ: Dương Bất Hối (lúc nhỏ)
- Hà Trác Ngôn: Tiểu Chiêu
- Mã Linh: Kim Hoa bà bà
- Vương Tinh Hoa: Diệt Tuyệt sư thái
- Tang Kim Sinh: Tạ Tốn
- Vu Thừa Huệ: Trương Tam Phong
- Đàm Phi Linh: Thành Côn
- Bạch Kiến Tài: Dương Đính Thiên
- Vương Vệ Quốc: Không Văn
- Ngô Hiểu Đông: Dương Tiêu
- Hồ Đông: Phạm Dao
- Hà Giai Di: Kỷ Hiểu Phù
- Lý Thái: Tống Thanh Thư
- Lý Minh: Vi Nhất Tiếu
- Dương Niệm Sinh: Chu Điên
- Chu Cương: Thuyết Bất Đắc
- Trương Vũ Trụ: Lãnh Khiêm
- Hầu Việt Thu: Bành Oánh Ngọc
- Trần Chi Huy: Ân Thiên Chính
- Quan Hiệu Vũ: Ân Dã Vương
- Trần Kế Minh: Tống Viễn Kiều
- Vương Kiến Quốc: Du Liên Châu
- Trương Hành Bình: Du Đại Nham
- Quách Quân: Trương Tòng Khê
- Vương Cửu Thắng: Ân Lê Đình
- Vương Chí Cương: Mạc Thanh Cốc
- Lý Thuần: Đinh Mẫn Quân
- Lưu Thi Thi: Hoàng Sam nữ tử
- Dương Nghệ: Sử Hỏa Long
- Hạ Vũ: Sử Hồng Thạch
- Trương Tiểu Uyển: Chu Cửu Chân
- Vương Duy: Võ Thanh Anh
- Trâu Tông Thắng: Vệ Bích
- Đồ Môn: Nhữ Dương Vương
- Tôn Tổ Dương: Vương Bảo Bảo
- Chu Hiểu Tân: Trần Hữu Lượng
- Kiều Vũ: Thường Ngộ Xuân
- Đỗ Ngọc Minh: Hồ Thanh Ngưu
- Cao Bảo Bảo: Vương Nạn Cô
- Vu Vũ: Chu Nguyên Chương
- Bạch Tuấn Kiệt: Lộc Trượng Khách
- Hàn Đông: Hạc Bút Ông
- Lý Trung Hoa: Hà Thái Xung
- Ngô Khắc Cương: Tây Hoa Tử
- Lý Cường: Tông Duy Hiệp
- Trần Chi Huy: Giác Viễn
- Hình Mân Sơn: Hà Túc Đạo
- Bạch Hải Long: Đô Đại Cẩm
- Lưu Tử Di: Tiết Công Viễn
- Triệu Cường: Bạch Quy Thọ

## Âm nhạc
Ca khúc mở đầu phim là Hoa Hạ anh hùng (華夏英雄), nhạc của Thừa Trạch Huấn, lời của Tiểu Tích Mễ, biên tập Hạ Hầu Triết, do Đặng Siêu trình bày. Ca khúc cuối phim là Hồng trần luyến ca (紅塵戀歌), nhạc và lời của Hi Đạo, biên tập Chu Kim Thái, do An Dĩ Hiên và Tùng Hạo Nam trình bày.

## Thông tin thêm
- Diễn viên Lưu Thi Thi đóng vai hoàng y nữ tử trong phim này cũng là người đóng vai Mục Niệm Từ trong phim Anh hùng xạ điêu (2008).
- Diễn viên Vương Tinh Hoa đóng vai Diệt Tuyệt sư thái trong phim này cũng là người đóng vai Ninh Trung Tắc trong phim Tiếu ngạo giang hồ (2001).
- Diễn viên Vương Kiến Quốc đóng vai Du Liên Châu trong phim này cũng là người đóng vai Cừu Thiên Nhận và Cừu Thiên Trượng trong phim Anh hùng xạ điêu (2008).
- Các diễn viên Vu Thừa Huệ và Trần Kế Minh đóng các vai Trương Tam Phong và Tống Viễn Kiều trong phim này cũng là người đóng các vai Hoàng Dược Sư và Khưu Xứ Cơ trong phim Thần điêu đại hiệp (2006). Ngoài ra Vu Thừa Huệ còn đóng rất nhiều vai cao thủ trong các phim như Phong Thanh Dương (Tiếu ngạo giang hồ, 2001), Mục Nhân Thanh (Bích huyết kiếm, 2007), Phùng Tích Phạm (Lộc đỉnh ký, 2008)... tất cả đều do Trương Kỷ Trung giám chế.
- Các diễn viên Lộ Thần và Hà Trác Ngôn đóng các vai Dương Bất Hối và Tiểu Chiêu trong phim này đã từng tham gia phim Đại Đường du hiệp truyện (2008) do Trương Kỷ Trung sản xuất. Lộ Thần từng cùng với Lưu Cạnh (đóng vai Chu Chỉ Nhược trong phim này) tham gia phim Tứ thế đồng đường (2008).
- Diễn viên Hà Giai Di ban đầu được giao đóng vai Đinh Mẫn Quân, sau đó chuyển sang đóng vai Kỷ Hiểu Phù. Hà Giai Di nổi tiếng với vai Trần Kiều trong Đại Hán thiên tử (2001) và Trường Bình công chúa trong Lộc Đỉnh ký (2008). Việc chuyển vai diễn của Hà Giai Di từ Đinh Mẫn Quân sang Kỷ Hiểu Phù đang gây tranh cãi trong các fan hâm mộ Xạ điêu tam bộ khúc[1].
- Diễn viên An Dĩ Hiên đóng vai Triệu Mẫn trong phim này đã nhận được sự ủng hộ từ diễn viên Đài Loan Giả Tịnh Văn, người đóng vai Triệu Mẫn trong Ỷ Thiên Đồ Long ký (2003)[2].
- Diễn viên Quách Quân đóng vai Trương Tòng Khê trong phiên bản này cũng là người đóng vai Tống Viễn Kiều trong phiên bản Ỷ Thiên Đồ Long Ký (2019)
- Diễn viên Vương Vệ Quốc đóng vai Không Văn trong phim này cũng là người đóng vai Nhất Đăng đại sư trong Anh hùng xạ điêu (2003) và Thần điêu đại hiệp (2006).
- Diễn viên Chu Cương đóng vai Thuyết Bất Đắc trong phim này cũng là người đóng vai Đạt Nhĩ Ba trong Thần điêu đại hiệp (2006).
- Diễn viên Trần Hành Bình đóng vai Du Đại Nham trong phim này cũng đóng vai Lỗ Hữu Cước trong hai phần phim trước đó.

## Phát sóng
| Quốc gia  | Tên kênh            | Thời gian phát sóng                         | Chu kì phát sóng                  |
| --------- | ------------------- | ------------------------------------------- | --------------------------------- |
| Đài Loan  | CTS Main Channel    | 28 tháng 12 năm 2009 - 28 tháng 1 năm 2010  | 20:00 - 22:00, từ thứ 2 đến thứ 5 |
| Đài Loan  |                     | 12 tháng 2 năm 2014 - 04 tháng 3 năm 2014   | 20:00 - 23:00, từ thứ 2 đến thứ 6 |
| Đài Loan  | Formosa TV          | 27 tháng 7 năm 2015 - 16 tháng 11 năm 2015  | 19:30 - 20:00, từ thứ 2 đến thứ 6 |
| Malaysia  | 8TV                 | 17 tháng 3 năm 2010 - 11 tháng 5 năm 2010   | 20:30 - 21:30, từ thứ 2 đến thứ 6 |
| Singapore | Mediacorp Channel U | 28 tháng 3 năm 2010 - 05 tháng 6 năm 2010   | 19:30 - 21:30, thứ 7, chủ nhật    |
| Hồng Kông | TVB Jade HD         | 23 tháng 7 năm 2010 - 16 tháng 9 năm 2010   | 13:15 - 14:15, từ thứ 2 đến thứ 6 |
| Hồng Kông |                     | 27 tháng 9 năm 2011 - 16 tháng 1 năm 2012   | 16:45 - 17:15, từ thứ 2 đến thứ 6 |
| Hàn Quốc  | Chunghwa TV         | 29 tháng 5 năm 2012 - 20 tháng 8 năm 2012   | 23:00 - 01:00, từ thứ 2 đến thứ 6 |
| Hàn Quốc  |                     | 29 tháng 11 năm 2012 - 04 tháng 1 năm 2013  | 21:00 - 23:00, từ thứ 2 đến thứ 6 |
| Việt Nam  | VTV3                | 09 tháng 11 năm 2010 - 18 tháng 12 năm 2010 | 18:00 - 19:00, hàng ngày          |